# Ömer Öztas
Ömer Öztaş (* 26. Juni 2000 in Wien) ist ein österreichischer Politiker (parteilos, ehemals: Grüne). Vom 24. November 2020 bis zum 10. Juni 2025 war er Abgeordnete zum Wiener Landtag und Mitglied des Wiener Gemeinderates.

## Leben
Ömer Öztaş stammt aus einer türkischen Gastarbeiter-Familie, sein Großvater kam in den 1970er-Jahren nach Österreich. Er besuchte nach der Volksschule Treustraße in Wien ab 2010 das Brigittenauer Gymnasium, wo er 2018 maturierte. 2019 begann er ein Studium der Politikwissenschaft und Geschichte an der Universität Wien. Seinen Zivildienst absolviert er bei den Kinderfreunden Wien.
Bei der Bundespräsidentenwahl 2016 engagierte er sich für Alexander Van der Bellen. In der Folge war er Aktivist bei den Nationalratswahlen 2017 und 2019 sowie bei der Europawahl 2019 für die Grünen. 2019 wurde er Aktivist bei der Grünen Jugend, den Grünen & Alternativen Student_innen (GRAS) und den Grünen in Wien-Brigittenau. Von August bis Oktober 2019 war er parlamentarischer Mitarbeiter für Klimathemen der damals parteilosen Nationalratsabgeordneten Martha Bißmann. Nach dem Wiedereinzug der Grünen in den Nationalrat wurde er im November 2019 parlamentarischer Mitarbeiter von David Stögmüller.
Im Februar 2020 wurde er auf der Landesversammlung der Grünen Wien auf den 14. Listenplatz der Landesliste für die Landtags- und Gemeinderatswahl in Wien 2020 gewählt. Am 24. November 2020 wurde er in der konstituierenden Sitzung der 21. Wahlperiode als zu diesem Zeitpunkt jüngster Abgeordneter zum Wiener Landtag und Mitglied des Wiener Gemeinderates angelobt. Im Gemeinderat wurde Öztaş Mitglied im Petitionsausschuss, sowie Ersatzmitglied im Ausschuss für Bildung, Jugend, Integration und Transparenz, sowie im Ausschuss für Klima, Umwelt, Demokratie und Personal. Weiters ist er Vorstandsmitglied im Verein WienXtra. Öztaş ist ebenfalls Ersatzmitglied in der gemeinderätlichen Kommission für Inklusion und Barrierefreiheit.
Ömer Öztaş ist Sprecher für Kinder, Jugend, Lehrlinge und Digitalisierung für die Grünen Wien. Zwischen 2021 und 2022 war er Landesgeschäftsführer der GRAS Wien.
Im Januar 2025 wurde ihm der Vorwurf gemacht, seine Wiederwahl durch gezielte Anwerbung von etwa 100 Parteimitgliedern zu sichern, deren Mitgliedsbeiträge er teilweise übernommen habe. Der Wiener Landesleitung liegt ein Antrag auf Aberkennung der Parteimitgliedschaft gegen Ömer Öztaş vor. Von der Landesleitung wurde er Ende Januar 2025 vorläufig suspendiert und mit Ende Februar 2025 aus der Partei ausgeschlossen.
Nach der Landtags- und Gemeinderatswahl in Wien 2025 schied er mit 10. Juni 2025 aus dem Landtag aus.